# روي آدامز (كاتب العمود)
روي آدامز هو كاتب العمود كندي، ولد في 28 يونيو 1940.